# Perhentian
Les illes Perhentian (en malai: Pulau Perhentian) és un arxipèlag de l'estat malai de Terengganu. Les dues illes principals són Perhentian Besar (major) i Perhentian Kecil (menor). Les petites illes deshabitades de Susu Dara, Serengeh i Rawa es troben a Kecil.

## Descripció
El nom «Perhentian» significa «punt de parada» en malai, i fa referència al paper tradicional de les illes com a punt d'interès per als comerciants entre Bangkok i Malàisia. Les illes van estar habitades per uns pocs pescadors durant segles, tot i que ara el turisme d'immersió lleugera representa el major sector d'activitat econòmica. Les dues illes tenen platges de sorra blanca i aigües cristal·lines. A l'aigua i als esculls de coral, les tortugues marines, els peixos pallasso, les sípies, les rajades taques blaves i els taurons de puntes negres neden lliurement.

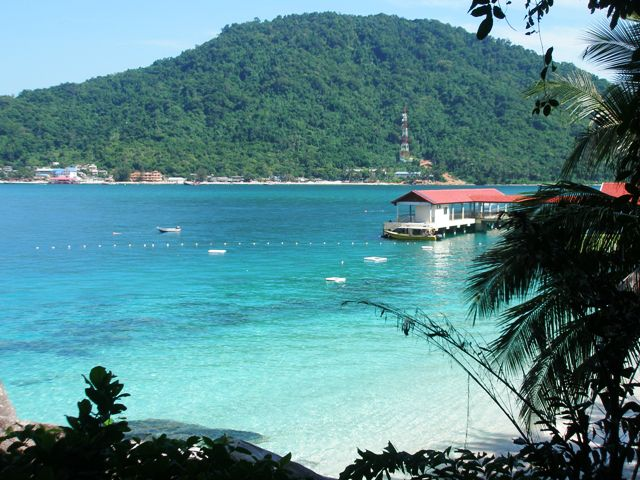
Perhentian Kecil vista des de Perhentian Besar

Les illes Perhentian tenen un clima tropical amb temperatures constants al voltant dels 30 °C i tempestes breus i freqüents. Durant la temporada alta les aigües són tranquil·les, cosa que fa que les condicions siguin favorables per al submarinisme. Hi ha desenes de llocs d'immersió al voltant de les dues illes principals, així com diversos llocs offshore. Hi ha cinc illes més a l'arxipèlag de Perhentian a part de Besar i Kecil. Aquestes cinc illes estan deshabitades però de vegades s'utilitzen com a llocs per a fer snorkel i submarinisme. Tres de les illes, Rawa, Serengeh i Tokong Burung, són accessibles amb embarcació.

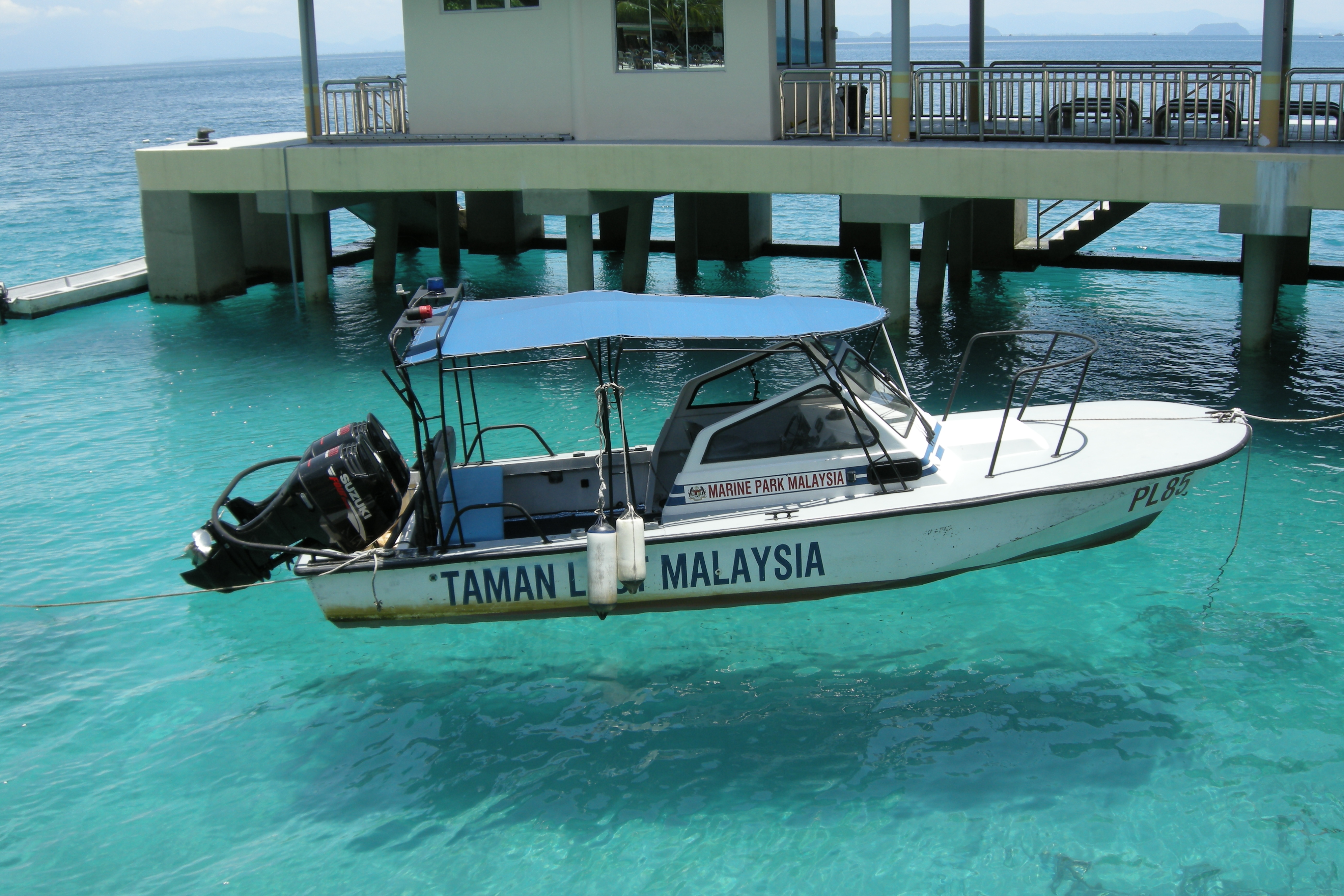
Llanxa taxi a l'embarcador de Perhentian Besar

Les illes Perhentian no tenen carreteres asfaltades, el transport cap a, des i entre les illes es fa principalment en llanxes ràpides des de l'embarcador de Kuala Besut, a la part continental de Malàisia. Els corriols enllacen entre si les platges de cada illa. Les illes Perhentian experimenten una intensa temporada de monsons entre novembre i febrer, i la majoria d'establiments estan tancats als turistes però hi ha un servei de transport diari per a donar servei al poble de pescadors del sud-est de Kecil.
Els serveis públics de l'illa no han seguit el ritme de la ràpida expansió del turisme. L'estiu de 2007 es va començar a instal·lar aerogeneradors al cim de Perhentian Kecil, tot i que els generadors dièsel segueixen essent la principal font d'energia elèctrica. Les illes tenen cobertura de telefonia mòbil però encara no tenen un sistema de clavegueram, la qual cosa fa que en alguns punts s'aboqui les aigües residuals directament al mar.
Les illes Perhentian són la llar d'una important població nidificant de tortugues marines verdes i carei. El departament de Pesca hi gestiona un viver de tortugues per ajudar a fer front a la disminució de la seva població. El robatori d'ous a les platges és un problema constant.